# Anatoli Gorski
Pour les articles homonymes, voir Gorski.
Anatoli Veniaminovitch Gorski (en russe : Анатолий Вениаминович Горский) (1907 - 1980) était un espion soviétique, officier traitant travaillant pour le NKVD puis le NKGB.
Il a utilisé l'identité (l’alias) d'Anatoli Borissovitch Gromov lors de sa carrière.
Il a été affecté à l'ambassade soviétique de Londres à un modeste poste d'employé technique sans statut diplomatique. La purge qui décima la totalité de la résidence londonienne du NKVD en 1937-1938 lui offrit l'occasion d'accomplir certaines besognes mineures dans le renseignement et de donner un coup de pouce à sa carrière. Rappelé à Moscou en 1939 pour parfaire son entraînement, il reçut une promotion et retourna à Londres comme officier du NKVD opérant sous couverture diplomatique.
Il a été l'officier traitant des Cinq de Cambridge à Londres de 1940 à 1944 et a suivi plus tard aux États-Unis l'un des cinq, l'espion anglais Donald Maclean pour continuer à être son officier traitant.
Il était connu de ses agents (Kim Philby, Donald Maclean, Guy Burgess, Anthony Blunt, John Cairncross) sous le pseudonyme d'« Henry ».
Ses premiers rendez-vous avec Guy Burgess et Kim Philby eurent lieu sur un banc de Kensington Gardens, non loin de l'ambassade soviétique à Londres. Gorski était moins flamboyant que Theodore Maly, Arnold Deutsch et les illégaux cosmopolites des années 1930.
Gorski cachait un secret coupable qui pouvait ruiner sa carrière. Sur les formulaires et questionnaires du NKVD, il écrivait toujours que son père avait été maître d'école dans la région de Krasnoïarsk. En 1953, alors qu'il était sur le point de devenir chef de la section américaine au siège du KGB, une nouvelle enquête révéla que le prétendu instituteur avait été en réalité officier dans la police (secrète ?) tsariste, et il fut aussitôt démis de ses fonctions.